# Anders Nordström (boktryckare)
Anders Jacobsson Nordström, född 24 juni 1742, död 27 juli 1820 i Stockholm, var en svensk boktryckare.

## Biografi
Anders Nordström blev boktryckargesäll 1765 hos Peter Hesselberg i Stockholm. Tillsammans med faktorn Lars Wennberg drev han 1769-1772 ett boktryckeri. Nordström blev 1769 medlem i Boktryckeri-societeten och efter att samarbetet med Wennberg upphört, startade han 1773 ett eget boktryckeri. 
År 1782 erhöll Nordström även privilegium på ett stilgjuteri. Nordström kom att ge ut flera skrifter som riskerade att dra på honom tryckfrihetsåtal, men undgick allvarligare konsekvenser. År 1773 utgavs Den predikande pigan Karin Pehrsdotter. Stockholms domkapitel yrkade på indragning av boken och åtal av Nordström, men Gustav III lät saken bero. 
År 1775 började tidningen Stockholms Dageligt Godt att ges ut. Domkapitlet påverkade dåvarande tryckaren Peter Hesselberg att upphöra med tryckningen, och den övertogs av Nordström. Han dömdes samma år till 200 dalers böter för en artikel Om masquerader, operor och comedier, för brott mot censurbestämmelserna. I själva verket var det kritiken mot kungen och hans intresse för nöjen som fällde artikeln. Nordström överklagade domen till Svea hovrätt, som 1776 fastslog domen. Nordström valde att överklaga vidare till Kunglig Majestät där det dröjde till 1787 innan domen fastslogs. 
1787 utgav han Samlingar för philantroper med utdrag ur Swedenborgs brev och skrifter utan att skriften lämnats in för censurgransning. Denna gång försökte Nordström förhala utslaget för att hinna trycka övriga delar innan han kunde dömas. När domen kom i slutet av året ansågs fortsättningen vara del i samma verk och Nordström klarade sig undan med böter. Hade han fällt i ytterligare en tryckfrihetsdom hade han dömts till tio års fängelse och förlust av rättigheten att driva boktryckeri. 
Han blev även inblandad i en rättsprocess sedan han vägrat ange författaren till Politiske Eqvilibristen, en polemik mot ett inlägg av hattpartisten Arvid Bernhard Virgin. Nordström kom att ge ut flera av 1700-talets mer kända verk, som halva andra utgåvan av Sven Lagerbrings Sammandrag af Swea Rikes historia och delar av Svea Rikes historia, några utgåvor av Eric Tunelds Sveriges geografi samt stora delar av Daniel Djurbergs geografiböcker.
År 1787 köpte han P G Brodins två tryckerier: Anders Holmerus' och Carl Stolpes. Holmerus tryckeri sålde han redan 1790 till Carl Fromhold Svinhufuvud, medan han 1794 skänkte Carl Stolpes till sin son Henrik. 1809 sålde han sitt tryckeri till sin blivande svärson Olof Grahn och upphörde därefter med tryckeriverksamheten.